# Campionat d'Europa de Grasstrack
El Campionat d'Europa de Grasstrack (en anglès: European Grass Track Championship), regulat per la FIM, és la màxima competició europea de Grasstrack.
Es disputa en dues categories: Individual i Sidecars.

## Historial
A 1 de gener de 2024
| Any  | Campió Individual           | Campions Sidecars                          |
| ---- | --------------------------- | ------------------------------------------ |
| 1978 | Chris Baybutt               | --                                         |
| 1979 | Gerald Short                | --                                         |
| 1980 | Willi Stauch                | Oliver Bauer / Paul Steiglbrunner          |
| 1981 | Neil Farnish                | Michael Datzmann / Robert Datzmann         |
| 1982 | Jeremy Doncaster            | Michael Datzmann / Robert Datzmann         |
| 1983 | Christian Brandt            | Michael Datzmann / Robert Datzmann         |
| 1984 | Martin Hagon                | Michael Datzmann / Robert Datzmann         |
| 1985 | Clayton Williams            | H. Pagel / J. Zaddach                      |
| 1986 | Simon Cross                 | Josef Onderka / Frank Onderka              |
| 1987 | Roman Matousek              | Josef Onderka / Frank Onderka              |
| 1988 | Frank Kehlenbeck            | Karl Keil / Joachim Reeg                   |
| 1989 | Robert Barth                | Josef Onderka / Josef Feigl                |
| 1990 | Robert Barth                | Josed Onderka / Richard Wolf               |
| 1991 | Rif Saitgareev              | Josef Onderka / Richard Wolf               |
| 1992 | Anne Van Der Helm           | Josef Onderka / Wolfgang Huber             |
| 1993 | Richard Musson              | Karl Keil / Joachim Reeg                   |
| 1994 | Robert Barth                | Marco Glorie / Harry Drenth                |
| 1995 | Kelvin Tatum                | Tommy Kunert / Wolfgang Maier              |
| 1996 | Steve Johnston              | Tommy Kunert / Marco Hundsrucker           |
| 1997 | --                          | Josef Onderka / Uwe Kuhberger              |
| 1998 | Zdenek Schneiderwind        | Josef Onderka / Uwe Kuhberger              |
| 1999 | Bernd Diener                | Tommy Kunert / Hermann Bacher              |
| 2000 | Zdenek Schneiderwind        | Josef Onderka / Martin Wamprechtshammer    |
| 2001 | Maik Groen                  | Tommy Kunert / Marco Hundsrucker           |
| 2002 | Sirg Schutzbach             | Josef Onderka / Martin Wamprechtshammer    |
| 2003 | Gerd Riss                   | Tommy Kunert / Hermann Bacher              |
| 2004 | Theo Pijper                 | Tommy Kunert / Bernard Kreuzer             |
| 2005 | Paul Hurry                  | Sven Holstein / Desiree Daubert            |
| 2006 | Stephan Katt                | Tommy Kunert / Bernard Kreuzer             |
| 2007 | Theo Pijper                 | William Matthijssen / Nathalie Matthijssen |
| 2008 | Stephane Tresarrieu         | Tommy Kunert / Markus Eibl                 |
| 2009 | Stephan Katt                | William Mattijssen / Nathalie Matthijssen  |
| 2010 | Andrew Appleton             | Tommy Kunert / Markus Eibl                 |
| 2011 | Martin Smolinski            | William Mattijssen / Nathalie Matthijssen  |
| 2012 | Stephan Katt                | Tommy Kunert / Markus Eibl                 |
| 2013 | Jannick de Jong             | Tommy Kunert / Markus Eibl                 |
| 2014 | Jannick de Jong             | Josh Goodwin / Liam Brown                  |
| 2015 | Jannick de Jong             | -- Cancel·lat --                           |
| 2016 | James Shanes                | William Matthijssen / Sandra Mollema       |
| 2017 | James Shanes                | William Matthijssen / Sandra Mollema       |
| 2018 | Dimitri Bergé               | William Matthijssen / Sandra Mollema       |
| 2019 | Zach Wajtknecht             | William Matthijssen / Sandra Mollema       |
| 2020 | Mathieu Tresarrieu          | -- Cancel·lat (COVID-19) --                |
| 2021 | -- Cancel·lat (COVID-19) -- | -- Cancel·lat (COVID-19) --                |
| 2022 | Romano Hummel               | Markus Venus / Markus Eibl                 |
| 2023 | Romano Hummel               | Markus Brandhofer / Sandra Mollema         |